# Дзеркало вод
Дзе́ркало вод — водна поверхня річки, озера, водосховища та інших водойм, верхня межа (поверхня) ненапірних підземних вод у водоносному шарі. Дзеркало підземних вод нахилене в напрямку руху води й приблизно відображає рельєф поверхні. У разі, якщо підземні води заповнюють замкнуті пониження водотривкого ложа, їх поверхня приймає горизонтальне положення. Обриси дзеркала підземних вод у плані зображаються на карті за допомогою гідроізогіпс.